# Kohila (gemeente)
Kohila (Estisch: Kohila vald) is een gemeente in de Estische provincie Raplamaa. De gemeente telde 7.726 inwoners op 1 januari 2023 en heeft een oppervlakte van 230,11 vierkante kilometer.
De hoofdplaats van de landgemeente is Kohila, dat de status van alev (grote vlek) heeft.
De grootste werkgever van Kohila was van oudsher de papierfabriek, waarvan de geschiedenis teruggaat tot 1907. Sinds 2009 produceert het Estische bedrijf KP Factory er kantoorartikelen.
In de gemeente ligt een deel van Natuurpark Rabivere. Door Kohila stroomt de Keila.

## Plaatsen
De gemeente telt:
- één plaats met de status van alev (grote vlek): Kohila;
- drie plaatsen met de status van alevik (vlek): Aespa, Hageri en Prillimäe;
- 21 plaatsen met de status van küla (dorp): Aandu, Adila, Angerja, Hageri (dorp), Kadaka, Lohu, Loone, Lümandu, Mälivere, Masti, Pahkla, Pihali, Põikma, Pukamäe, Rabivere, Rootsi, Salutaguse, Sutlema, Urge, Vana-Aespa en Vilivere.

## Spoorlijn
De spoorlijn Tallinn - Viljandi loopt door de gemeente. Vilivere, Kohila en Lohu hebben een station aan de lijn.

## Geboren
- In Kohila: Enar Jääger (1984), voetballer
- In Kohila: Birgit Õigemeel (1988), zangeres

Landgemeenten: Kehtna · Kohila · Märjamaa · Rapla